# Вижте как бягат
„Вижте как бягат“ (на английски: See How They Run) е американска мистериозна комедия от 2022 г. на режисьора Том Джордж, по сценарий на Марк Чапел, и е продуциран от Деймиън Джоунс и Джина Картър. Във филма участват Сам Рокуел, Сърша Ронан, Ейдриън Броуди, Рут Уилсън, Рийс Шиърсмит, Харис Дикинсън и Дейвид Ойелоуо. Филмът е пуснат по кината във Великобритания на 9 септември и Съединените щати на 16 септември 2022 г. от „Сърчлайт Пикчърс“.

## Синопсис
Американски филмов продуцент гостува в Лондон през 1950-те години да адаптира пиеса, но нещата излизат извън релси, докато членовете на екипа са убити.

## Актьорски състав
- Сам Рокуел – Инспектор Стопард[2]
- Сърша Ронан – Констабъл Стокър[2]
- Ейдриън Броуди – Лео Кьоперник[3]
- Рут Уилсън – Петула Спенсър[4]
- Рийс Шиърсмит – Джон Улф[5]
- Харис Дикинсън – Ричард Атънбъро[6]
- Дейвид Ойелоуо – Мървин Кокър-Норис[2]
- Чарли Купър – Денис[6]
- Шърли Хендерсън – Дамата[6]
- Пипа Бенет-Уорнър – Ан Савил[7]
- Пърл Чанда – Шийла Сим[6]
- Пол Чахиди – Фелоус[6]
- Сиан Клифърд – Едана Ромни[6]
- Джейкъб Фортун-Лойд – Джио[6]
- Лучиан Мсамати – Макс Малоуан[8]
- Тим Кей – Комисар Харолд Скот[9]

## Продукция
Филмът е обявен през ноември 2020 г. като неозаглавен мистъри филм от „Сърчлайт Пикчърс“, докато Том Джордж е нает като режисьор, а Марк Чапел да напише сценария. Снимките приключват през април 2021 г. Заглавието е разкрито като „Вижте как бягат“ през 2021 г.

## Премиера
Филмът е пуснат в британските кина на 9 септември 2022 г. и в Съединените щати на 16 септември.
В България филмът е пуснат по кината на 21 октомври 2022 г. от „Форум Филм България“.